# Jozef Marko
Jozef Marko (25. května 1923, Topoľčany – 26. září 1996) byl slovenský fotbalista, záložník a trenér, devítinásobný československý reprezentant jako hráč (1 gól) a kouč československé reprezentace v letech 1965–1970, tedy mimo jiné i na mistrovství světa v Mexiku roku 1970.

## Fotbalová kariéra
Ve slovenské lize hrál za OAP Bratislava. Prosadil se především ve Spartaku Trnava, za který hrál v letech 1945–1954. V československé lize nastoupil ve 113 utkáních a dal 12 gólů. Dále hrál ve druhé lize i za Spartak Topoľčany a Spartak Považská Bystrica.

## Ligová bilance
| Ročník                                         | Zápasy | Góly | Klub                          |
| ---------------------------------------------- | ------ | ---- | ----------------------------- |
| Státní liga 1945/46                            | -      | 1    | TŠS Trnava                    |
| Státní liga 1947/48                            | -      | 3    | TŠS Trnava                    |
| Státní liga 1948                               | -      | 1    | TŠS Trnava                    |
| Celostátní československé mistrovství 1949     | -      | 1    | Kovosmalt Trnava              |
| Celostátní československé mistrovství 1950     | -      | 2    | Kovosmalt Trnava              |
| Mistrovství československé republiky 1952      | -      | 4    | Kovosmalt Trnava              |
| Celostátní československá soutěž v kopané 1954 | -      | -    | Spartak Trnava                |
| Celostátní československá soutěž v kopané 1954 | -      | -    | Spartak Topoľčany             |
| 2. československá fotbalová liga 1958/59       | -      | -    | Spartak ZVL Považská Bystrica |
| CELKEM 1. liga                                 | 113    | 12   |                               |

## Trenérská kariéra
Ve Spartaku Trnava také roku začínal jako trenér. Krom reprezentace vedl také TS Topoľčany, Spartak Považská Bystrica, Inter Bratislava, ZVL Žilina a Baník Prievidza.